# Slag bij Cotyaeum
De Slag bij Cotyaeum vond plaats in 492 nabij het huidige Kütahya (Turkije) tussen het leger van de Byzantijnse keizer Anastasius en opstandige Isauriërs. Het was de eerste veldslag in de Isaurische Oorlog (492-497).
De Romeinen onder leiding van de generaals Johannes de Scyth en Johannes de Gebochelde versloegen de Isauriërs verpletterend, zo dat ze verplicht waren zich terug te trekken in het Taurusgebergte, van waar ze nog vier jaar guerrillaoorlog zullen voeren.